# William Colby
Pour l’article homonyme, voir Colby (homonymie).
William Egan Colby, né le 4 janvier 1920 à Saint Paul (Minnesota, États-Unis) et mort le 27 avril 1996 à Rock Point (Maryland, États-Unis), souvent appelé Bill Colby, est le directeur de la CIA de 1973 à 1976.

## Biographie
Né à Saint Paul (Minnesota), William Colby est diplômé de l'université de Princeton en 1940, puis intègre la faculté de droit de Columbia en 1941. Il a une longue carrière dans le milieu du renseignement. Pendant la Seconde Guerre mondiale, il est membre des équipes « Jedburgh » de l'OSS dans lesquelles il se lie d'amitié avec notamment Paul Aussaresses ; il est parachuté en France et effectue aussi des sabotages en Norvège contre l'occupant allemand.
Il rejoint la CIA peu après sa création. Il devient par la suite chef de poste de la CIA (chief of station) à Saïgon et responsable d'une grande partie des opérations de la CIA menées pendant la guerre du Viêt Nam, en particulier la mise en œuvre du très controversé programme Phoenix destiné à briser l'infrastructure du Viêt-Cong et responsable de la mort d'environ quarante mille suspects en quatre ans.
Peu après, en 1973 il devient directeur des opérations de la CIA, puis, en septembre de la même année, directeur de « l'agence », à la suite de la démission de Richard Helms et l'intérim assuré par Schlesinger.
Cette position fait qu'il doit notamment témoigner devant la commission Church du Congrès des États-Unis, créée en 1975 à la suite du scandale du Watergate pour enquêter sur les activités illégales de la CIA depuis sa création. Colby collabore bien avec la commission, contrairement à son prédécesseur Richard Helms. Sous sa direction la CIA subit d'importantes réformes demandées par le pouvoir américain, notamment l'instauration d'un contrôle parlementaire. Colby oblige aussi James Jesus Angleton en 1974 à démissionner de son poste du contre-espionnage à la suite de la révélation dans la presse de l'opération illégale d'ouverture du courrier de citoyens américains ordonnée par celui-ci.
En 1976, Colby est remplacé à la tête de la CIA, à l'instigation de Henry Kissinger, par George Bush.
Colby décède le 27 avril 1996 à proximité de sa maison à Rock Point dans le Maryland, apparemment à la suite d'un accident de bateau. Son corps est retrouvé le 6 mai à une vingtaine de mètres de son canoë. L'enquête conclut que Colby est mort par noyade après être tombé de son canoë à la suite d'une attaque cardiaque. Sa tombe se trouve au cimetière national d'Arlington.

## Documentaire télévisé
- William Colby : sur les traces de mon père, cet espion, de Carl Colby, 2011, titre original The man nobody knew.